# Ferdinand ispitit de Ariel
Ferdinand ispitit de Ariel este un tablou al lui John Everett Millais, care descrie un episod din actul I, scena a II-a din piesa lui Shakespeare Furtuna. Ea ilustrează replicile lui Ferdinand „Unde ar trebui să fie această muzică: în aer sau pe pământ?”. O ascultă pe Ariel cântând „Full fathom five thy father lies”. Ariel înlătură pălăria lui Ferdinand de pe cap, în timp ce Ferdinand ține de pălărie pentru a auzi cântecul. Ferdinand se uită direct la Ariel, dar aceasta este invizibilă pentru el.
Pictura a fost prima încercare a lui Millais în stilul prerafaelit, pe care a realizat-o la Shotover Park lângă Oxford. El i-a scris prietenului apropiat și colegului său prerafaelit, Holman Hunt, că a pictat un peisaj „ridicol de elaborat”. Referindu-se la convingerea lui Hunt în devotamentul față de detaliu, a scris „îl vei găsi foarte minuțios, dar nu suficient de aproape pentru natură. Să-l pictez așa cum ar trebui să fie ar lua o lună - așa cum este, am făcut fiecare fir de iarbă și fiecare frunză distinctă.”
A pictat chipul lui Ferdinand vazat pe un alt prerafaelit, Frederic George Stephens. Îmbrăcămintea și poza sunt derivate din Costume Historiques a lui Camille Bonnard, reprezentând costumul unui "tânăr italian " al secolului al XV-lea.
Liliecii verzi supranaturali au fost ultimele adăugiri la compoziție. Pozițiile lor grotești l-au făcut pe patronul care s-a angajat să-l cumpere inițial să renunțe, deoarece acestea au fost o deviere radicală de la figurile standard ale zânelor silfide.  Ei adoptă pozițiile de „vezi, auzi, nu vorbi rău”.
Invizibilitatea lui Ariel și a liliecilor este sugerată de semifuziunea lor cu fundalul verde. Legătura cu camuflajul natural este sugerată de prezența șopârlelor verzi ascunzându-se în fața mănunchiului din partea dreaptă.
Pictura a fost cumpărată de colecționarul Richard Ellison și mai târziu a intrat în colecția lui Roger Makins, primul baron de Sherfield, care a achiziționat mai multe picturi realizate de Millais.

## Critici
Criticile au fost inițial amestecate. The Athenaeum a afirmat că această pictură era „mai bună” decât controversata pictură expusă recent de Millais Christos în casa părinților săi, dar „mai lipsită de sens în concepție”. The Art Journal a identificat „o venă considerabilă a excentricității” în portretul lui Ariel, ca „un pitic verde hidos”. Times a spus că este „un exemplu deplorabil de gust pervertit”.